# Lou Lamoriello
Louis "Lou Lamoriello" (nació el 21 de octubre de 1942) es el presidente, y el gerente general de los Diablos de Nueva Jersey de la NHL. Lamoriello, ha estado con los Devils desde 1987, es el gerente general que más tiempo ha estado en un equipo dentro de la liga. Él jugó una parte clave en la negociación del establecimiento del bloque de la NHL en la temporada 2004-05, que irónicamente puede haber hecho más daño que bien a su propio equipo.